# مسجد جامع طرق‌رود
مسجد جامع طرق‌رود مربوط به دوران‌های تاریخی پس از اسلام است و در شهرستان نطنز، روستای طرق رود واقع شده و این اثر در تاریخ ۵ آذر ۱۳۸۰ با شمارهٔ ثبت ۴۲۲۹ به‌عنوان یکی از آثار ملی ایران به ثبت رسیده‌است.